# Estació de Canet de Mar
Canet de Mar és una estació de ferrocarril propietat d'adif situada a la població de Canet de Mar a la comarca del Maresme. L'estació es troba a la línia Barcelona-Mataró-Maçanet per on circulen trens de les línies de rodalia R1 i RG1 de Rodalies de Catalunya operades per Renfe Operadora.
Aquesta estació va entrar en servei el 1859 quan es va estendre la línia de Mataró des d'Arenys de Mar a Tordera. Era la segona ampliació de la línia, la primera de ferrocarril de la península Ibèrica connectant Barcelona i Mataró. La iniciativa de la construcció del ferrocarril havia estat de Miquel Biada i Bunyol per dur a terme les múltiples relacions comercials que s'establien entre les dues poblacions.
Des d'Arenys de Mar a Maçanet-Massanes la línia és en via única. Tant l'Autoritat del Transport Metropolità al Pla Director d'Infraestructures 2009-2018, com per part del Ministeri de Foment d'Espanya al Pla Rodalies de Barcelona 2008-2015, es preveu la duplicació de vies entre Arenys de Mar i Blanes.
L'any 2016 va registrar l'entrada de 461.000 passatgers.

## Serveis ferroviaris
| Procedència/Destinació                  | <             | Línia | >               | Procedència/Destinació          |
| --------------------------------------- | ------------- | ----- | --------------- | ------------------------------- |
| Rodalia de Barcelona                    |               |       |                 |                                 |
| Molins de Rei L'Hospitalet de Llobregat | Arenys de Mar |       | Sant Pol de Mar | Calella Blanes Maçanet-Massanes |
| Rodalia de Girona                       |               |       |                 |                                 |
| L'Hospitalet de Llobregat               | Arenys de Mar |       | Sant Pol de Mar | Figueres Portbou                |